# Pierre-Jean Mariette
Pour les articles homonymes, voir Mariette.
Pierre-Jean Mariette, né le 7 mai 1694 à Paris où il est mort le 10 septembre 1774, est un graveur, libraire, historien d’art et marchand-collectionneur d’estampes français.

## Biographie

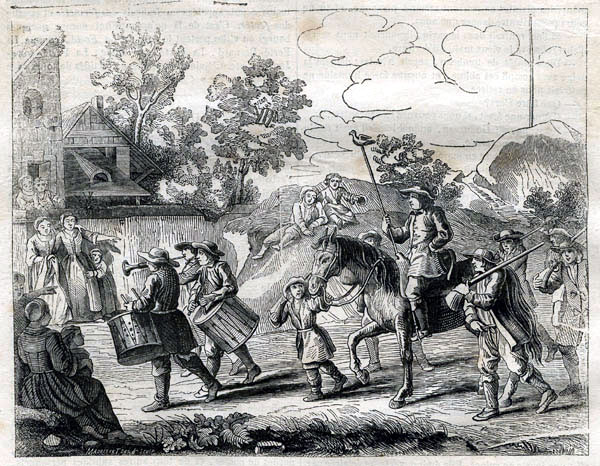
Retour du vainqueur du jeu de papegai par Pierre-Jean Mariette (XVIIIe siècle).

Héritier d'une importante dynastie de graveurs et éditeurs d'estampes établis rue Saint-Jacques, à Paris, Pierre-Jean Mariette est le fils de Jean Mariette (1660-1742), libraire-éditeur et graveur, et de Claude Geneviève Coignard. Sa sœur, Marie-Madeleine est baptisée le 16 septembre 1703. Il est le petit-fils de Pierre II Mariette (1634-1716) et arrière petit-fils de Pierre Ier Mariette (vers 1603-1657).
Il apprend le dessin et la gravure auprès de Jean Chaufourier (1679-1757). Il suit les cours du collège des Jésuites. Il se lie d'amitié vers l'âge de 20 ans avec le comte de Caylus. 
À sa sortie du collège des jésuites à Paris en 1717, son père, Jean Mariette, l'envoie en tournée pour aiguiser ses connaissances et resserrer les liens familiaux éloignés. Pierre-Jean Mariette se rend d'abord à Amsterdam, à l'époque centre du commerce d'art, puis en Allemagne. À Vienne, il catalogue la collection d'art du prince Eugène de Savoie. De caractère affable, curieux et sociable, il fait des connaissances et des contacts parmi la communauté artistique et scientifique en Europe, avec laquelle il entretient une correspondance. Il est reçu imprimeur le 14 avril 1722. Il s'associe à la boutique de son père rue Saint-Jacques, à l'enseigne « Aux Colonnes d'Hercule ».
En 1729, paraît le premier tome d'un vaste projet appelé le Recueil Crozat : il s'agit de créer un nouvel instrument de connaissance de l'art pour un public d'amateurs, de connaisseurs, de collectionneurs et d'artistes en présentant de manière inédite les œuvres des grandes collections princières et privées, essentiellement en sollicitant l'image gravée. Ce vaste projet avait été initié par Pierre Crozat dès 1721 avec la complicité du régent Philippe d'Orléans et de tout un cercle d'amateurs. Le premier tome de ce recueil d'estampes comprend d'abord les dessins et tableaux de l'école romaine suivi d'un abrégé de la vie des peintres, lequel devient l'embryon du futur Abecedario de Mariette. Entre catalogue, album et livre d'art, ce projet nécessita la complicité du graveur et collectionneur, le comte de Caylus. Un second tome paraît en 1742 et puis l'entreprise s'arrête avec la mort de Crozat,.
En 1733, grâce à ce réseau de relations artistiques, Mariette est nommé membre de la prestigieuse Accademia delle Arti del Disegno de Florence. Sa connaissance des gravures et son amitié avec le comte de Caylus et l'artiste Charles Antoine Coypel, qui font partie du cercle de Crozat, lui assurent une position dominante dans la réorganisation de l'ancienne collection d'impressions de la Bibliothèque royale. 
En 1741, Mariette est sollicité pour dresser le catalogue de vente de la collection de dessins et d'estampes ayant appartenu à Pierre Crozat, mort l'année précédente, dressant l'inventaire d'une partie du Cabinet Crozat, avec trois autres experts, Gabriel Huquier, Edme-François Gersaint et François Joullain, vente qui s'étale entre avril et mai à Paris, et voit la dispersion de 19 000 dessins et de centaines de pierres gravées. Mariette racheta quelques-unes des œuvres, dont le dessin de Raphaël, Les Noces d'Alexandre et Roxane (Albertina de Vienne).
En novembre 1750, il revend son fonds de librairie à six libraires parisiens pour 150 000 livres, son fonds d'estampes à Charles-Antoine Jombert et se démet de son imprimerie qu'il vend à Louis-François Delatour. Une partie de ses collections, achetée par Emmerich Joseph de Dalberg, constitue le noyau initial du cabinet d’art graphique du Musée régional de la Hesse à Darmstadt.
En 1752, il achète une charge de secrétaire du Roi et contrôleur général de l'audience de la Chancellerie de France pour les mois d'octobre, novembre et décembre. 
Il se retire une partie de l'année à Croissy-sur-Seine. 
On lui doit un style d’encadrement des œuvres, dit montage Mariette ou lavis Mariette, forme de lavis d’encadrement sur passe-partout fondée sur une harmonie en bleu, blanc et or, et des effets de relief, ainsi que la cartouche portant titre et nom d’auteur, encore utilisée de nos jours.
Il est inhumé à Cheratte.
Sa devise était haec meta laborum.

## Extraits
- Description sommaire des dessins des grands maîtres d'Italie, des Pays-Bas et de France du cabinet de Feu M. Crozat, avec des réflexions sur la manière de dessiner des principaux peintres par Pierre Jean Mariette en 1741 :
  - « J'ai vu chez M. Crozat deux dessins du vieux Breughel que je crois faits en Italie. Ce sont des vues de montagnes des Alpes; ils portent la date 1553 et pour les détails ils sont supérieurement beaux. »

- « Abecedario et autres notes relatives à l'art et aux artistes, dans les Archives de l'Art français », in Manuel de l'Histoire de la Peinture, Paris, 1851-1853, tome 1, p. 188-189 :
  - « Pierre Breughel qu'on nomme le vieux Breughel pour le distinguer de son fils, s'est rendu célèbre dans le milieu du seizième siècle, non seulement par ses Compositions burlesques et fantastiques, mais cncore par ses Paisages, qui sont de très-grande maniere. Lorsqu'il avoit fait le voyage d'Italie, il s'étoit arrêté dans les Alpes, et y avoit dessiné des Vûës, qui ordinairement embrassent des grandes étendues de pais; on voit de ces Paisages dessinés à la plume qui ne seroient pas désavoués du Titien.... »
  - « Pierre Bruegel l'aîné fut le premier à s'appliquer à l'étude des scènes de la vie de la campagne. Il les rend d'une façon grossière et parfois triviale... ; son côté comique se révèle dans ses tableaux de l'Hiver, du Printemps, et de l'Automne. »

## Expositions
- Dessins français de la collection Mariette, musée du Louvre, du 10 novembre 2011 au 6 février 2012.
- Dessins italiens de la collection Mariette, musée du Louvre, du 27 juin au 30 septembre 2019.

## Publications
- Abecedario de P.-J. Mariette, et autres notes inédites de cet amateur sur les arts et les artistes, ouvrage publié par MM. Ph. de Chennevières et A. de Montaiglon :
  - tome 1, A-COL (lire en ligne)
  - tome 2, COL-ISAC (lire en ligne)
  - tome 3, JABACH-MINGOZZI (lire en ligne)
  - tome 4, MOCCHI-ROBERTI (lire en ligne)
  - tome 5, ROBUSTI-VAN OYE (lire en ligne)
  - tome 6, VAN SANTEN-ZUMBO. Appendices et supplément (lire en ligne)
- Traité des pierres gravées, 2 vol. Paris, chez P. J. Mariette, 1750
  - En ligne : vol. 1 ; vol. 2 sur Google livres
- Description des travaux qui ont précédé, accompagné et suivi la fonte en bronze d'un seul jet de la statue équestre de Louis XV, le Bien-Aimé, Paris 1768 (lire en ligne sur Gallica)
- Description sommaire des desseins des grands maistres d'Italie, des Pays-Bas et de France, du cabinet de feu M. Crozat : avec des réflexions sur la maniere de dessiner des principaux peintres, Paris, Pierre-Jean Mariette, 1741, 140 p. (lire en ligne)
- Recueil de charges et de têtes de différents caractères , gravées à l'eau - forte , d'après les dessins de Léonard de Vinci , précédé d'une lettre de M. Mariette sur ce peintre florentin, nouvelle édition, revue & augmentée par l'auteur, Paris, Pierre-Jean Mariette, 1767 (lire en ligne)